# Villers-le-Lac
Villers-le-Lac är en kommun i departementet Doubs i regionen Bourgogne-Franche-Comté i östra Frankrike. Kommunen ligger i kantonen Morteau som tillhör arrondissementet Pontarlier. År 2022 hade Villers-le-Lac 5 248 invånare.

## Befolkningsutveckling
Antalet invånare i kommunen Villers-le-Lac
Referens:INSEE